# Andrea Costa Imola Basket 2012-2013
L'Andrea Costa Imola Basket, sponsorizzata «Aget Service», ha preso parte al campionato professionistico di Legadue 2012-2013.

Ha disputato le proprie partite interne presso il PalaRuggi di Imola.

## Roster
| Giocatori a inizio stagione |
| --------------------------- |

|    | Naz.                   | Ruolo | Sportivo               | Anno | Alt. | Peso |  |
| -- | ---------------------- | ----- | ---------------------- | ---- | ---- | ---- |  |
| 5  | Italia (bandiera)      | G     | Mirco Turel            | 1994 | 190  | 80   |  |
| 6  | Italia (bandiera)      | AC    | Matteo Chillo          | 1993 | 203  | 88   |  |
| 7  | Italia (bandiera)      | GA    | Matteo Maestrello      | 1981 | 197  | 92   |  |
| 8  | Italia (bandiera)      | A     | Rodolfo Valenti junior | 1980 | 198  | 96   |  |
| 10 | Italia (bandiera)      | P     | Filippo Masoni         | 1982 | 190  | 88   |  |
| 11 | Slovenia (bandiera)    | AC    | Saša Zagorać           | 1984 | 205  | 100  |  |
| 12 | Italia (bandiera)      | G     | Michael Riga           | 1992 | 194  | 100  |  |
| 16 | Italia (bandiera)      | AC    | Francesco Foiera       | 1975 | 207  | 103  |  |
| 20 | Italia (bandiera)      | GA    | Fabio Zanelli          | 1976 | 196  | 85   |  |
| 23 | Stati Uniti (bandiera) | PG    | Darnley Earl Gay       | 1989 | 186  | 77   |  |

| Giocatori acquisiti a stagione in corso |
| --------------------------------------- |

|    | Naz.                   | Ruolo | Sportivo          | Anno | Alt. | Peso |  |
| -- | ---------------------- | ----- | ----------------- | ---- | ---- | ---- |  |
| 40 | Stati Uniti (bandiera) | G     | Paul Marigney     | 1983 | 192  | 92   |  |
| 9  | Italia (bandiera)      | G     | Matteo Frassineti | 1987 | 195  | 91   |  |
| 11 | Italia (bandiera)      | C     | Giacomo Filippini | 1991 | 201  | 95   |  |

| Giocatori ceduti a stagione in corso |
| ------------------------------------ |

|    | Naz.                   | Ruolo | Sportivo      | Anno | Alt. | Peso |  |
| -- | ---------------------- | ----- | ------------- | ---- | ---- | ---- |  |
| 11 | Slovenia (bandiera)    | AC    | Saša Zagorać  | 1984 | 205  | 100  |  |
|    | Italia (bandiera)      | G     | Fabio Zanelli | 1976 | 196  | 80   |  |
| 40 | Stati Uniti (bandiera) | G     | Paul Marigney | 1983 | 192  | 92   |  |

| Staff tecnico                         |
| ------------------------------------- |
| Allenatore: Federico Fucà             |
| Vice allenatore: Federico Vecchi      |
| Preparatore Atletico: Marco Sabattani |
| Medico Sociale: Augusto Costa         |

Dati aggiornati all'11 maggio 2013

## Stagione
La campagna acquisti parte con un budget ridotto del 30% rispetto all'anno precedente. Tiene banco la questione Whiting: l'americano è in procinto di partire.
Al posto di Whiting viene ingaggiato un altro americano: il play-guardia Darnley Earl Gay (abbreviato in D.J. Gay). Lasciano Imola Davide Bruttini, che va a Veroli, il finlandese Tuukka Kotti, che parte per Cremona e Patricio Prato, che ritorna in Argentina.
Sono confermati Filippo Masoni, Francesco Foiera e il giovane Mirco Turel.
Mancando Bruttini, è fondamentale l'acquisto di un italiano da quintetto: la scelta cade su Rodolfo Valenti, proveniente da Reggio Emilia. Altri italiani sono Matteo Maestrello, dalla New Basket Brindisi e Fabio Zanelli, prelevato dalla Orlandina Basket (A Dilettanti). Completa il roster il lungo sloveno Saša Zagorać (ex Teramo).
A fine agosto l'Andrea Costa sceglie il nuovo direttore sportivo. Al posto del dimissionario Gianni Zappi, giunge in riva al Santerno Renzo Vecchiato, triestino classe 1955, già ds del Basket Rimini. Vecchiato riunifica le cariche di direttore tecnico e direttore sportivo. Il giorno stesso della sua presentazione, Vecchiato annuncia la risoluzione del contratto con Trent Whiting. Il rapporto tra la guardia americana, che è stato il faro della squadra imolese, si conclude dopo tre stagioni. L'Andrea Costa, però, ha commesso l'errore di decidere troppo tardi e si deve accollare gli oneri del contratto di Whiting per una stagione.
In estate, la Federazione decide di ridurre da 2.500 a 2.000 posti la capienza minima dei palazzetti della LegaDue, rendendo possibile, dopo 14 anni, il ritorno dell'Andrea Costa al PalaRuggi, "casa" del basket imolese.
Sono però necessari lavori di rifacimento delle tribune per adeguare la capienza del palasport imolese, ferma 1.500 posti.
Da tempo l'Andrea Costa desiderava tornare a giocare nella propria città. La decisione di lasciare Faenza, e l'ampio ma oneroso PalaCattani, permette anche di realizzare economie di bilancio.

I lavori sono eseguiti a tempo di record tra settembre e ottobre, con l'obiettivo di ospitare la prima partita casalinga dei biancorossi. Il calendario dà una mano: essendo la prima (7 ottobre) fuori casa, il debutto casalingo cade il 14; i lavori quindi possono proseguire fino a giovedì 11.

Nel frattempo l'Andrea Costa conclude la caccia al secondo americano, avviando trattative con Paul Marigney, ex Scafati. La firma non arriva in tempo per il debutto stagionale per questioni burocratiche.
Nella prima uscita stagionale, a Trieste, l'Aget Service riporta una sconfitta (64-74). L'assenza del secondo americano si è fatta sentire. Il 14 ottobre arriva l'atteso scontro con Veroli. Il giorno del “ritorno a casa” dell'Andrea Costa è festa grande sugli spalti. Un pubblico entusiasta accompagna la squadra per tutti i 40 minuti. Ma sul parquet i biancorossi, pur volenterosi, cedono di fronte a una Veroli meglio organizzata (68-81).
Dopo la 3ª giornata, Napoli viene esclusa dal campionato per inadempienze amministrative. Le sue partite sono cancellate e la squadra è collocata in fondo alla classifica. La vicenda sconvolge il campionato. Siccome l'unica retrocessione dalla Lega Due è già stata assegnata, le squadre rimaste hanno la certezza che non scenderanno di categoria. L'Aget guarda al bilancio e decide di cedere Marigney, mentre il comunitario Zagorać partiva senza lasciare tracce. I romagnoli affrontano il resto della stagione con un solo straniero, D.J. Gay. L'unico innesto a stagione in corso è italiano: l'esperto Matteo Frassineti.
L'Aget punta a non arrivare ultima. L'obiettivo pare raggiungibile, ma viene fallito di un soffio: alla fine del campionato, Imola e Veroli finiscono a pari punti (16), con i romagnoli penalizzati solamente dalla differenza canestri.
La parte migliore della stagione imolese è il girone di ritorno: nel 2013 l'Aget mantiene l'imbattibilità nelle partite casalinghe fino al 28 aprile (sconfitta con Bologna).
La partita più emozionante è il derby con Forlì, giocato al PalaCredito il 14 aprile 2013. L'Aget, sfavorita dal pronostico, disputa una delle sue migliori partite, tanto da sfiorare la vittoria. Un D.J. Gay immarcabile (31 punti, la sua migliore prestazione della stagione) porta Imola ai tempi supplementari. L'Aget cede solo a 26 secondi dalla fine (88-91).
Le statistiche di fine anno sono le seguenti:
- Miglior realizzatore: Paul Marigney (20,1 punti di media. Tra i giocatori che hanno concluso il campionato, il migliore è stato D.J. Gay, con una media di 14,2 punti a partita)
- Miglior uomo assist: D.J. Gay (4,3 di media)
- Miglior rimbalzista: Rodolfo Valenti (6,5 di media)